# Atlantis Paradise Island

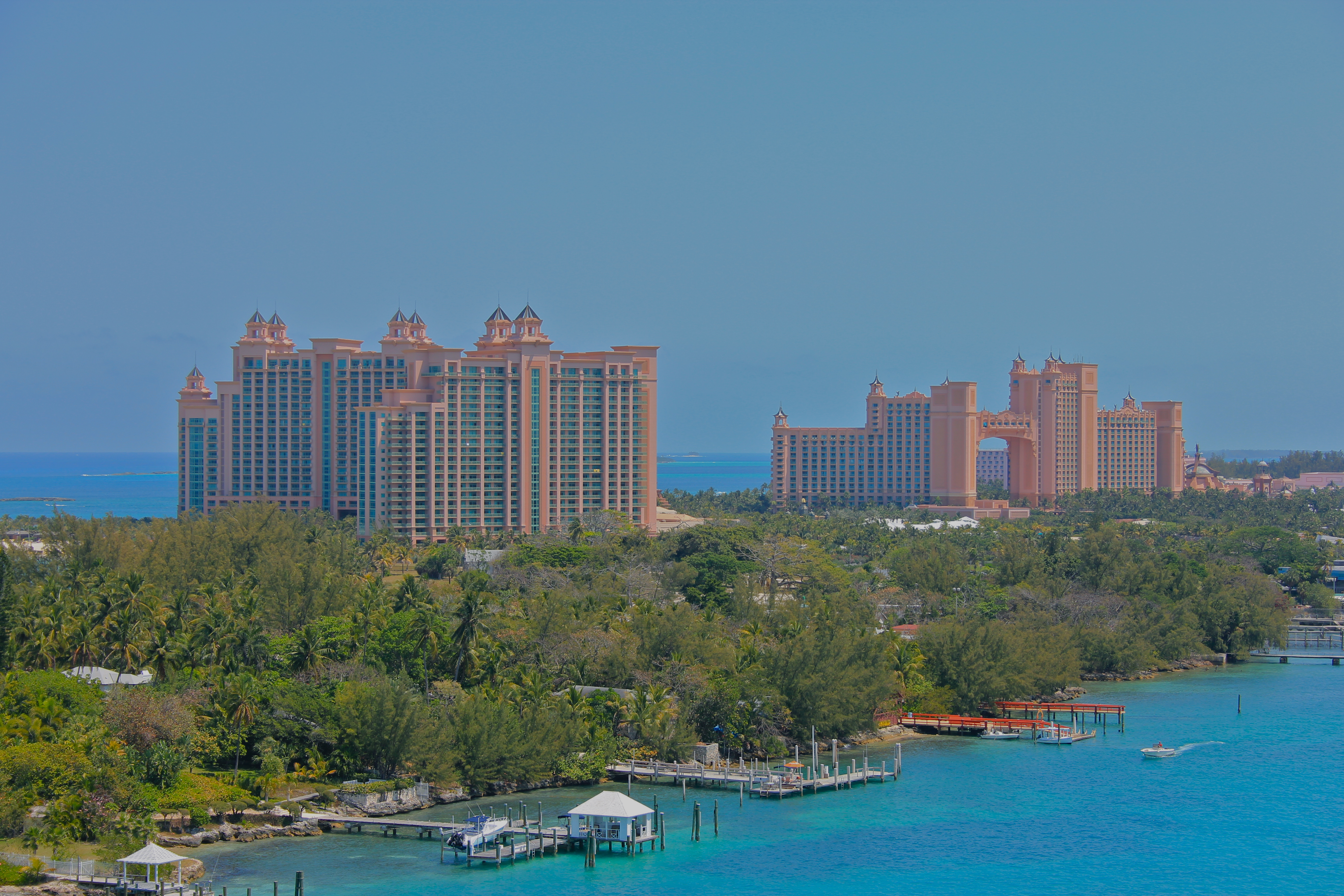
Vista geral do Atlantis Paradise Island, Bahamas.

Atlantis Paradise Island é um resort e parque aquático localizado na ilha de Paradise Island, nas Bahamas. Oficialmente inaugurado em 1998, o resort foi criado pelo sul-africano Sol Kerzner. Em 2009, sediou o concurso Miss Universo, onde a vencedora foi a venezuelana Stefanía Fernández.
Este resort serviu de inspiração para a construção do Atlantis Hotel, no Dubai, Emirados Árabes Unidos.

## Acomodações
Harborside Resort - Constituído por 392 vilas, possui um porto front-restaurante, área de piscina,com fontes de água, e uma academia de ginástica.
The Beach - Descomplicado, descontraído e praiano, com uma sensação de liberdade casual para ser do jeito que você é, perfeito para quem busca custo-benefício.
The Coral - O novo resort descontraído do Atlantis, próximo aos restaurantes e entretenimento na Marina Village, perfeito para famílias de diferentes gerações
The Royal - Contém a "Suite Bridge", classificado em 2003 pela Forbes como um dos quartos de hotel mais caros do mundo.
Icônico e majestoso, refletindo a mística historia da cidade Perdida de Atlântida, ideal  para viajantes ativos.
The Cove Atlantis - Torre com 600 suites, Inaugurada em 2007. Um magnifico refúgio no Atlantis. Luxuoso, um santuário de areia branca, onde todas as suítes têm vista mar e acesso exclusivo a piscina somente para adultos.
The Reef - Sofisticado, residências para relaxar a beira-mar com todo conforto de uma casa nos studio ou suítes de 1 e 2 quartos

## Atrações

### Aquaventure
O Aquaventure possuí 757.000 mil litros de Água - combina slides, rios e corredeiras em um waterscape grande. A peça central da atração é a torre de energia que contém quatro toboáguas. O Aquaventure também inclui uma das mais populares atrações do Atlantis, O "The Current."

### The Current
Possui um quilômetro de comprimento e três milhões de litros de água com ondas e marés artificiais.

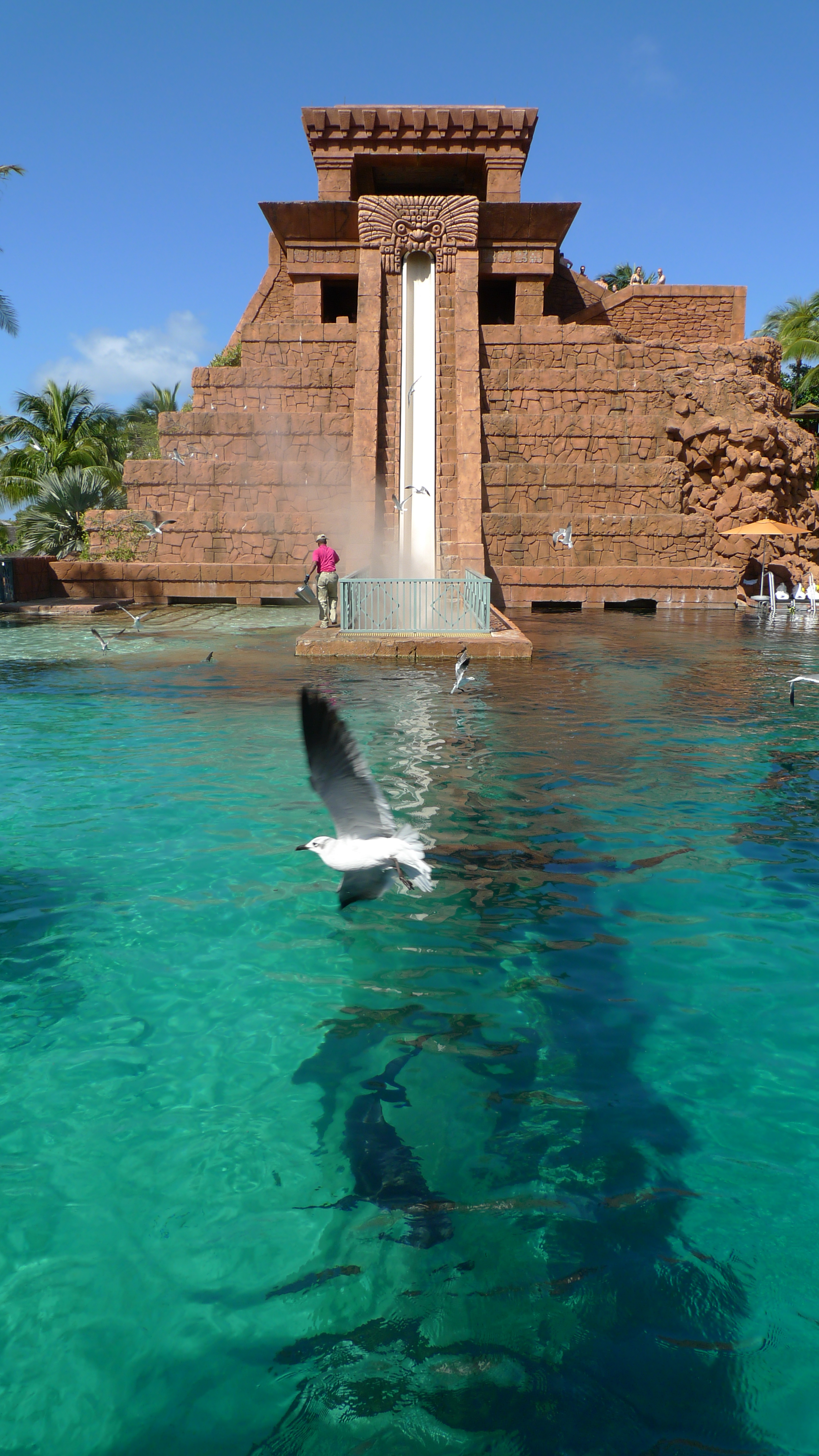
Aquaventure Templo Maia

### The Dig
São aquários localizados abaixo do lobby do Royal Towers, é o maior habitat marinho ao ar livre. Contem centenas de diferentes espécies aquáticas pode ser visto em vários tanques da Dig, tais como angelfish, tubarões, raias manta, e vários tipos de águas-vivas. O objetivo do The Dig é proporcionar aos hóspedes um pouco da vida na lendária cidade de Atlântida destruída. Se observa a parte inferior do piso nos aquários diferentes, destroços e escombros estão espalhados representando a "Cidade Perdida de Atlantis".

### Atlantis Live
É um Salão Imperial, onde acontecem shows e apresentações de famosos dentro do resort.

## The Marina e Marina Village
É uma Marina projetada para atracar iates de grande porte. Ao lado da Marina existe um pequeno centro comercial que lembra os centros de mercado ao estilo turista, o centro possui vários restaurantes e lojas.

## Galeria

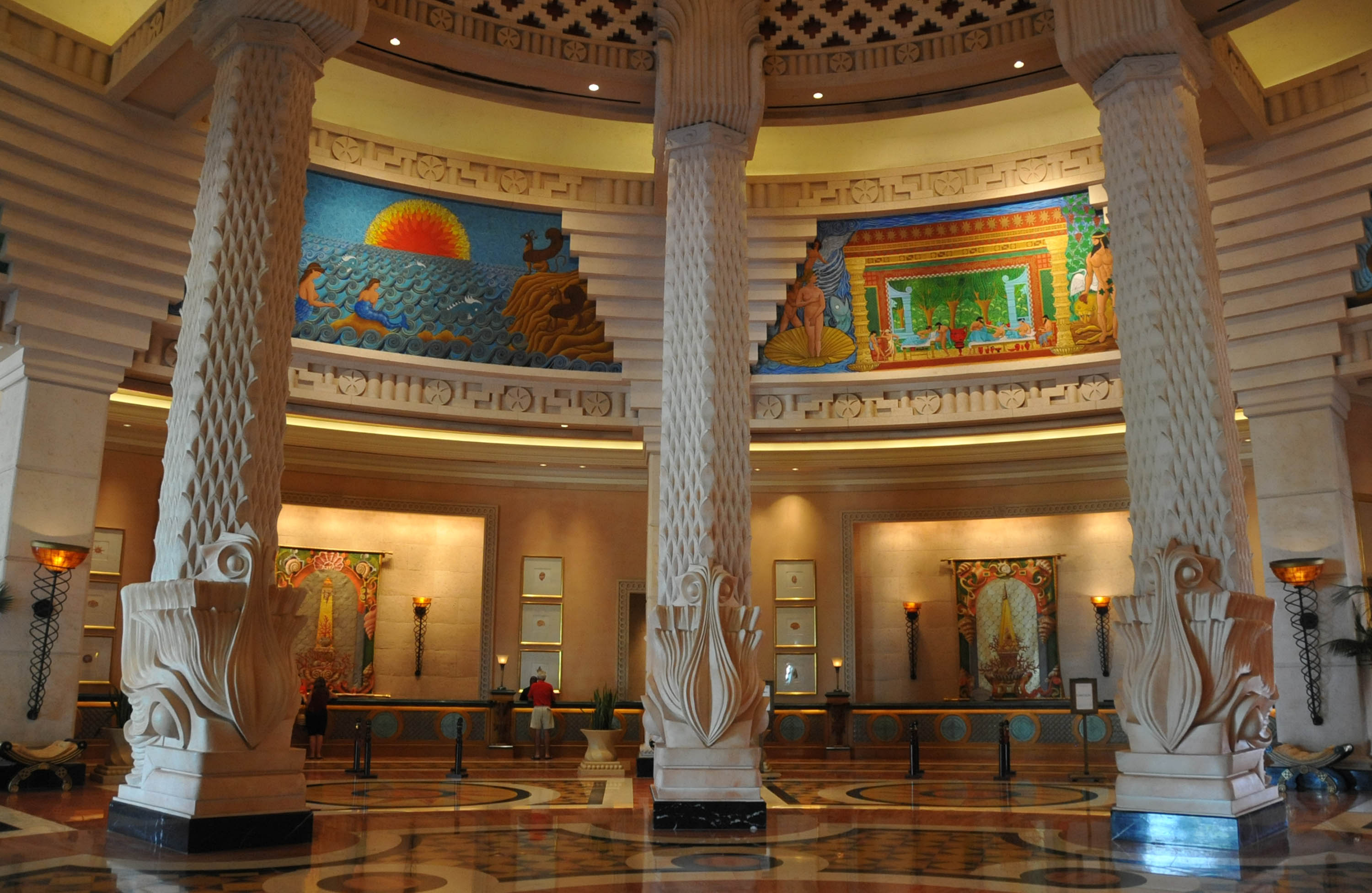
Lobby do Atlantis Paradise Island
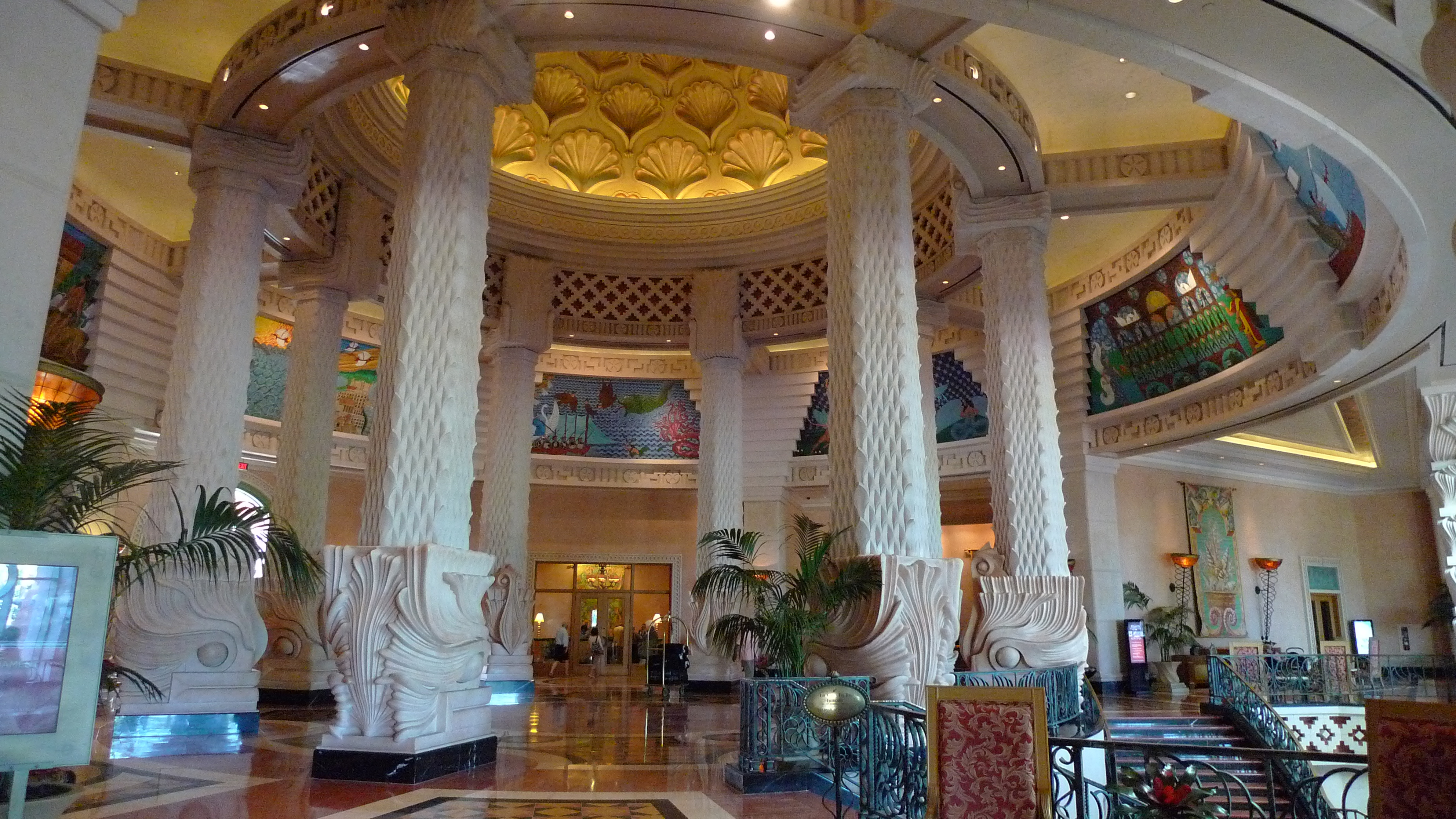
Lobby do Atlantis Paradise Island
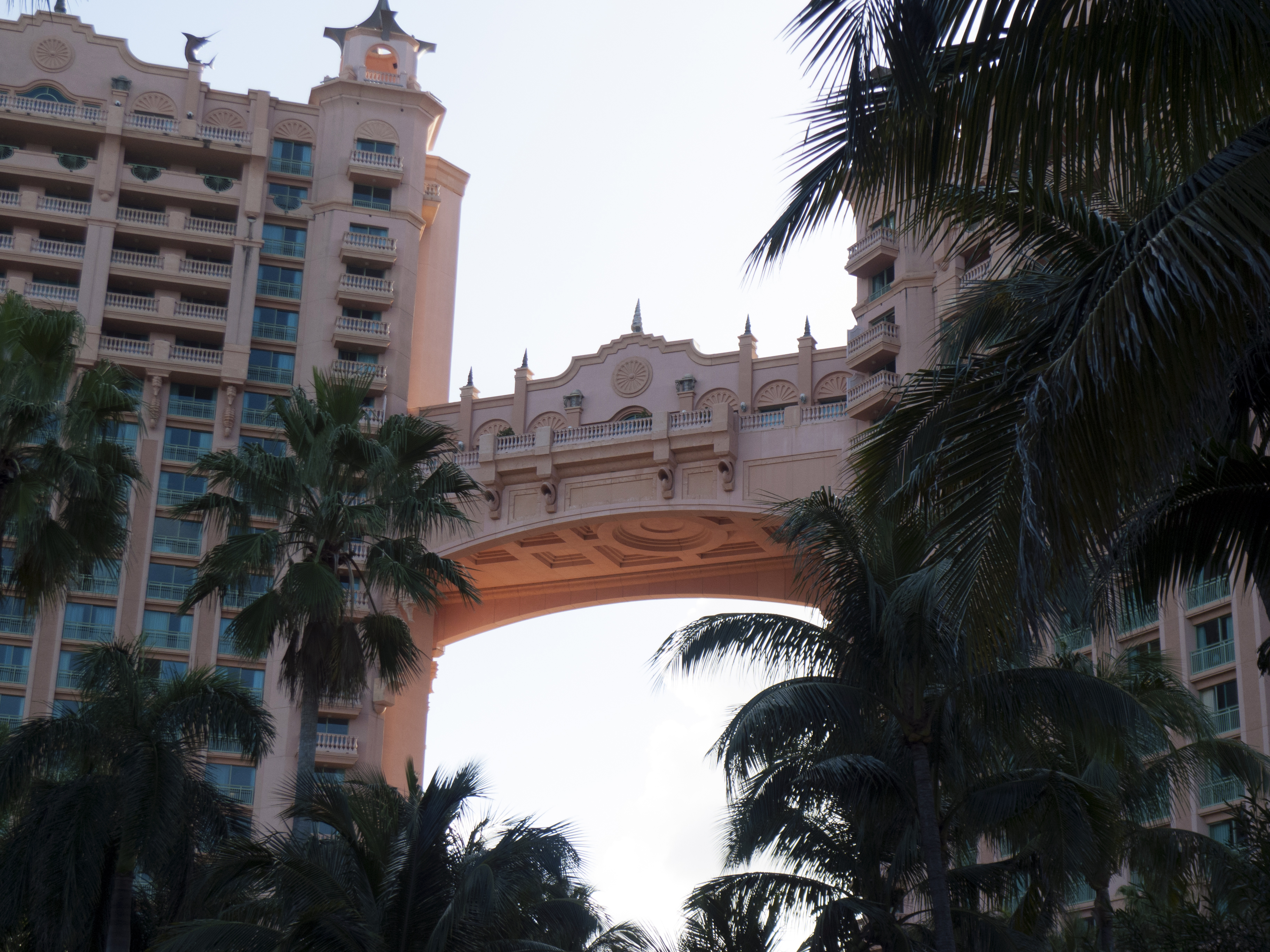
Suite Bridge
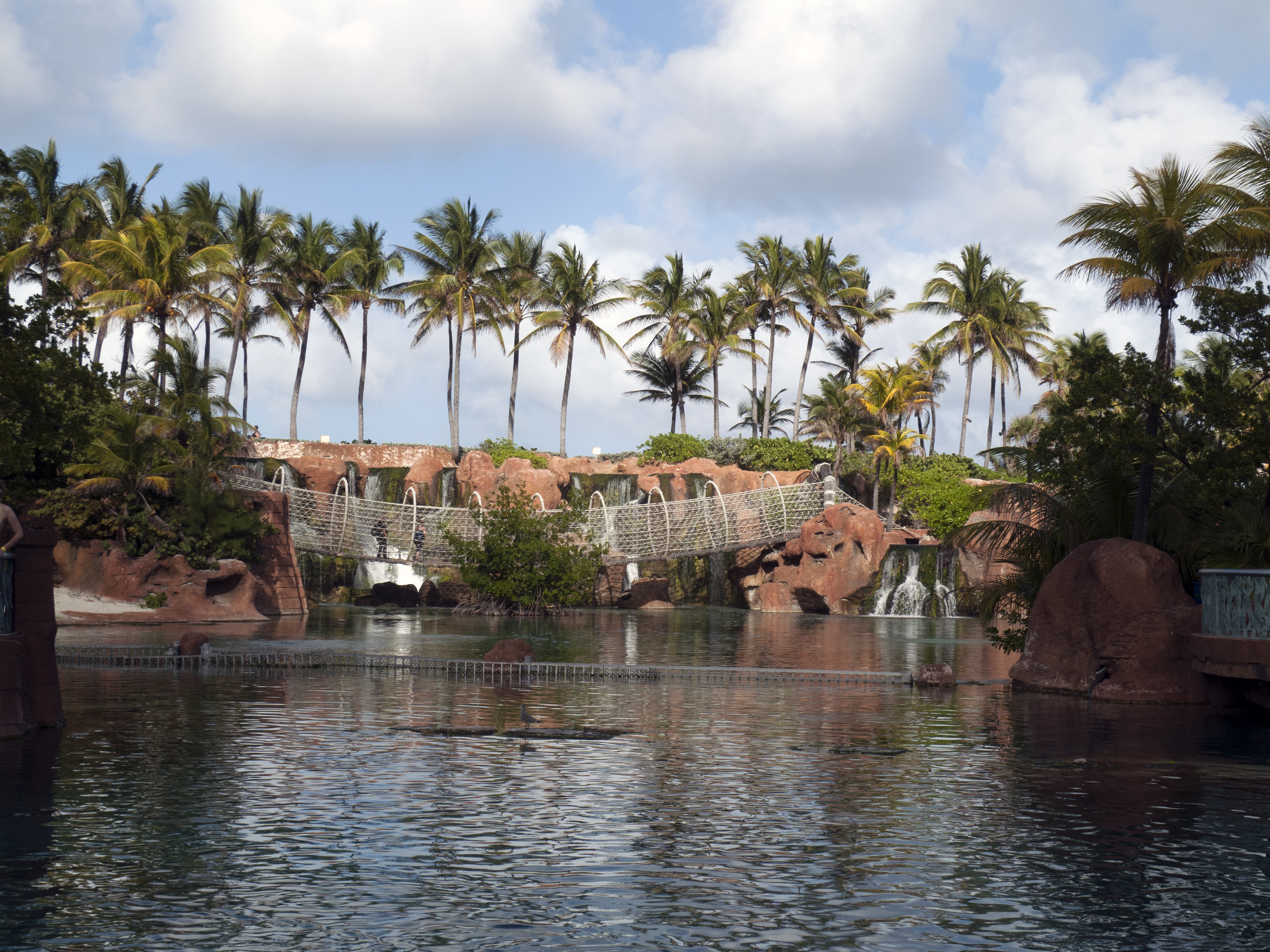
Ponte Atlantis Paradise Island
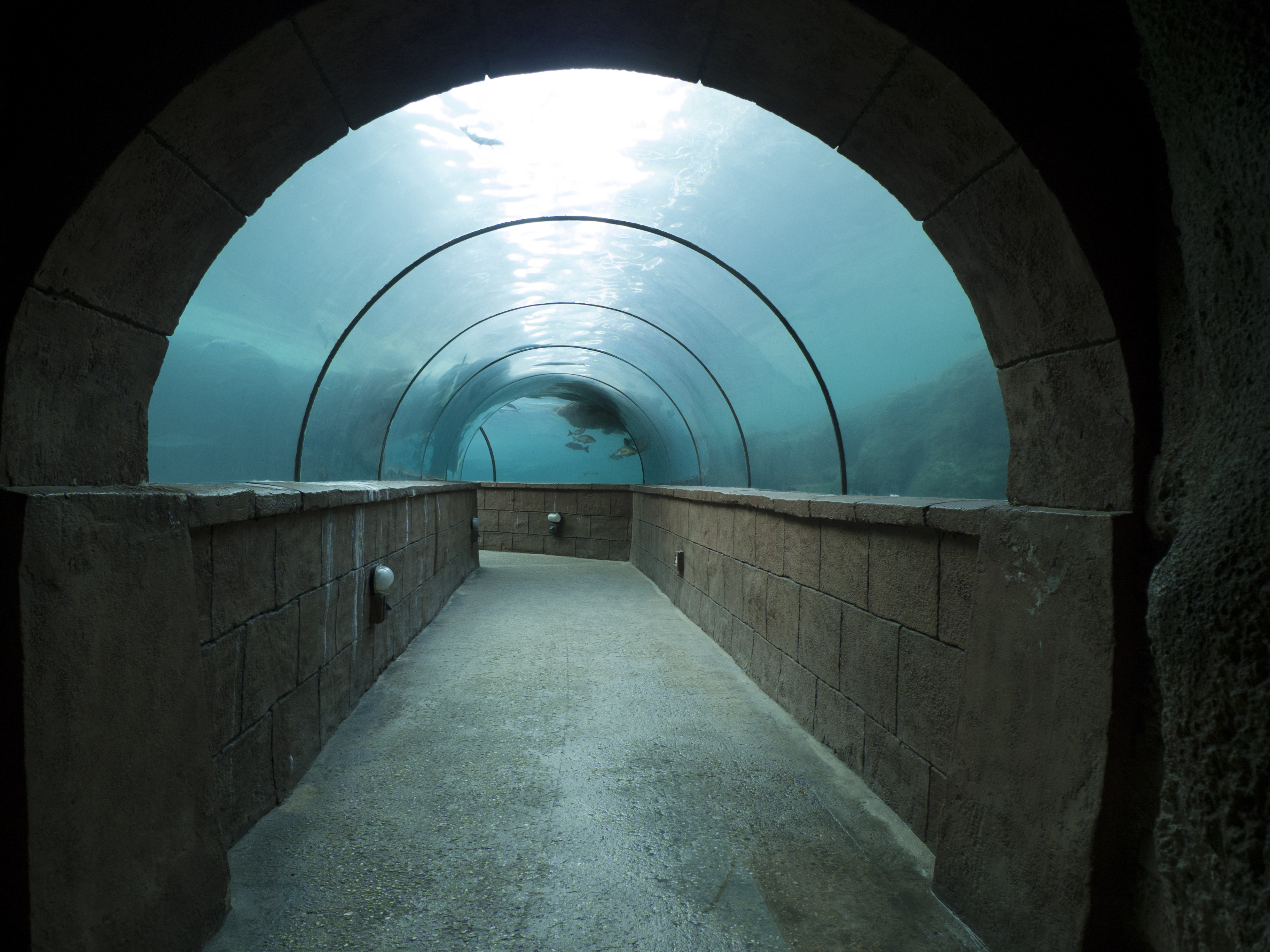
Passarela
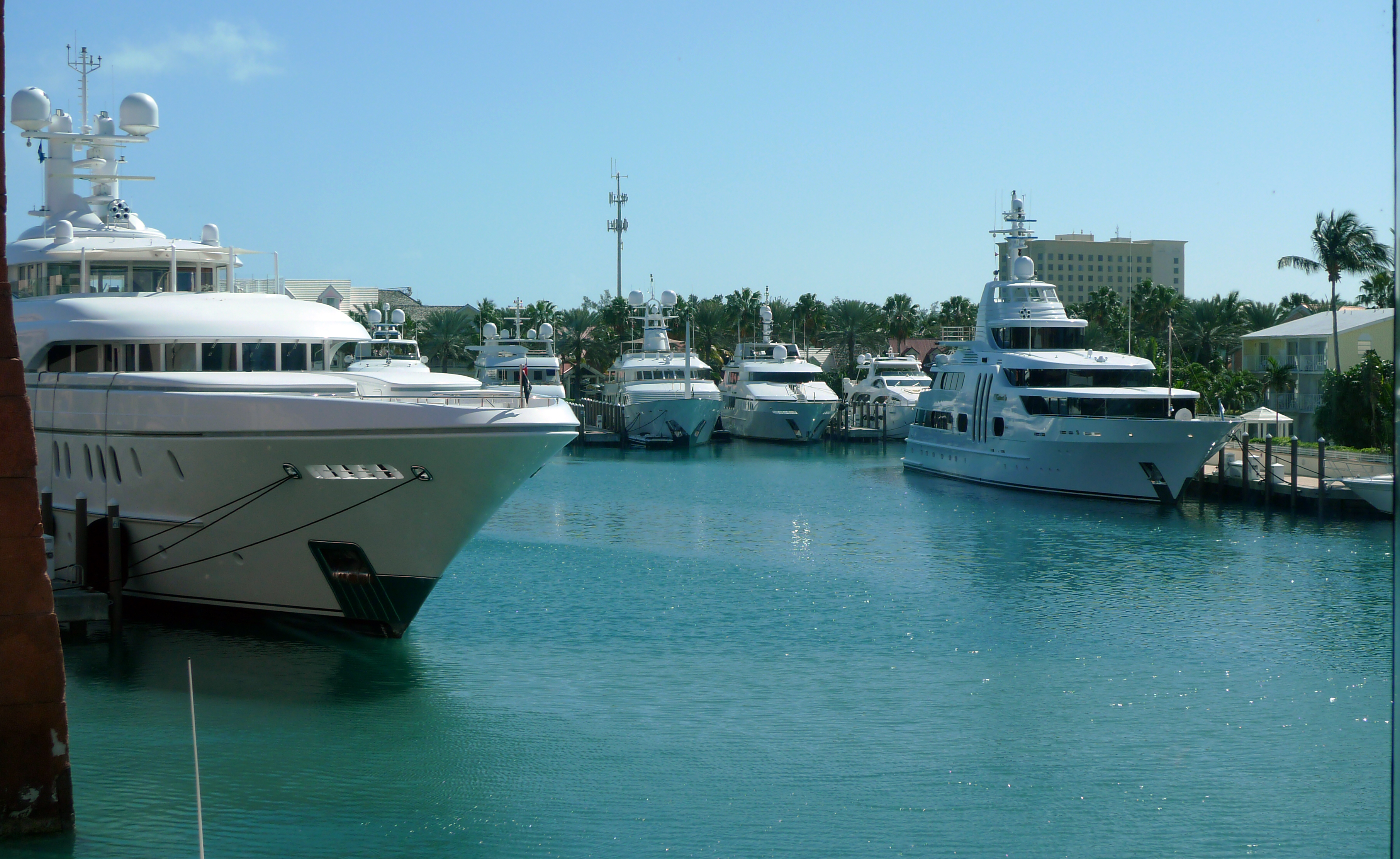
Marina
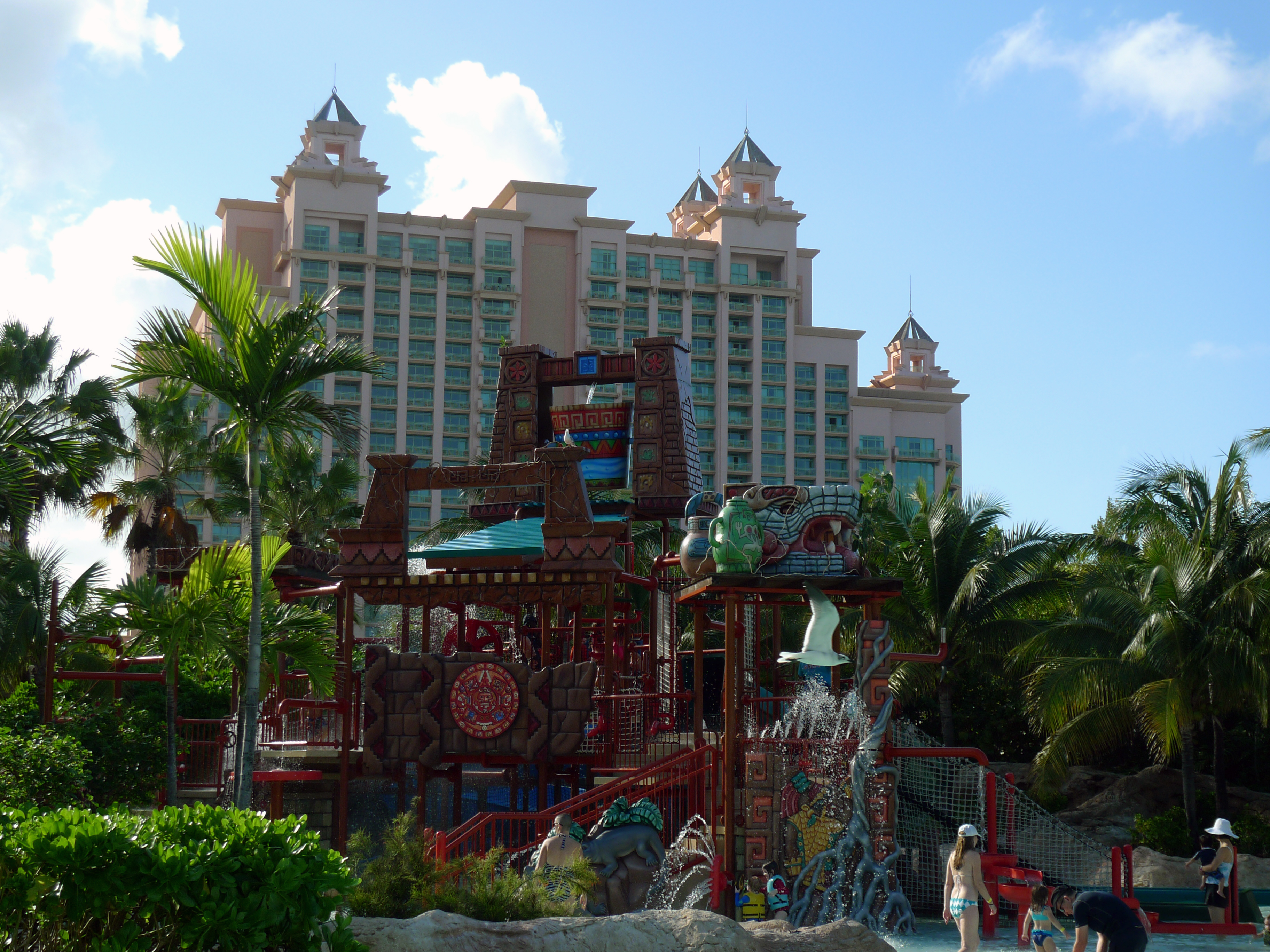
Piscina para crianças
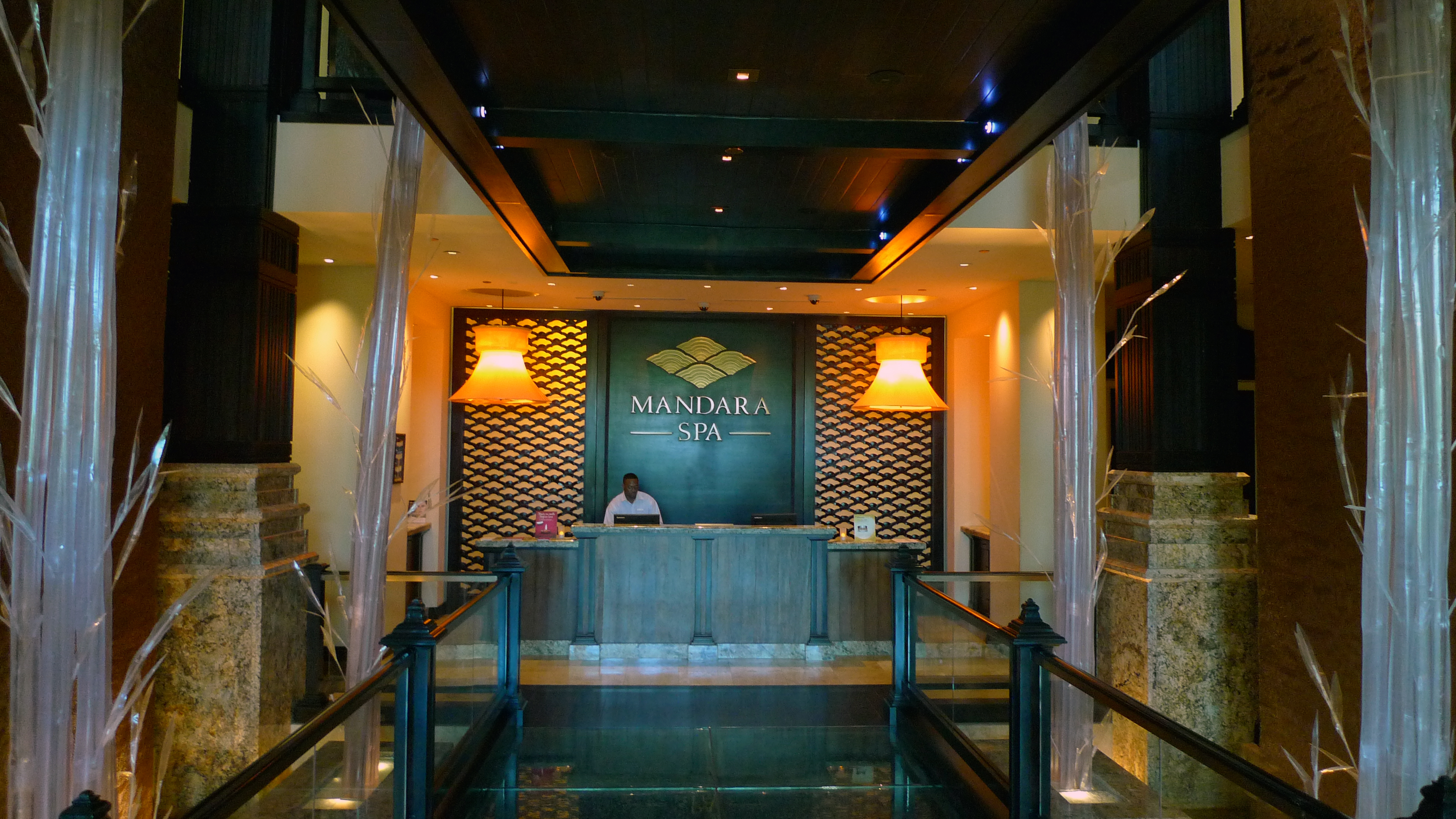
Mandara Spa
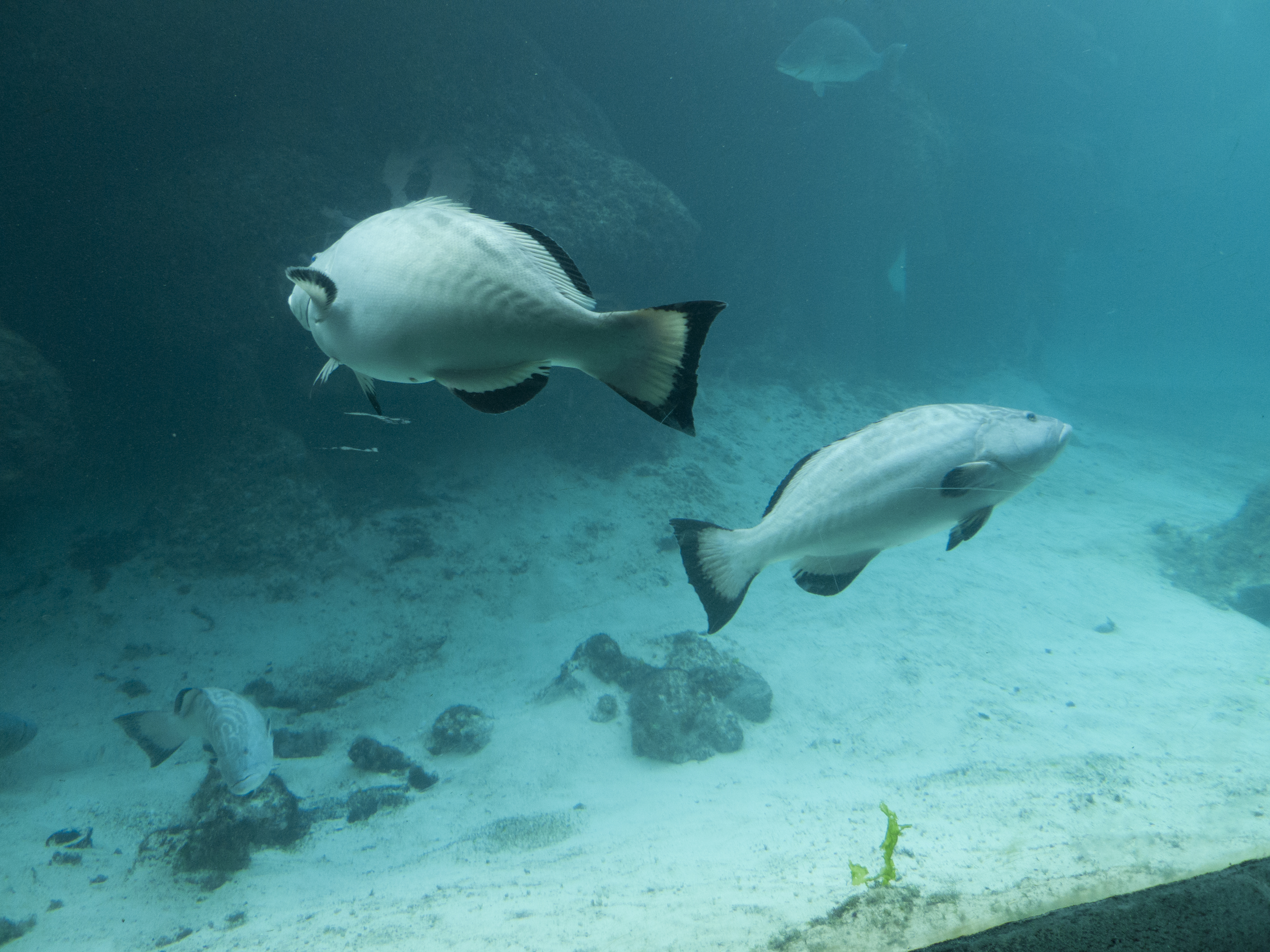
Aquário